# Hans Tyderle

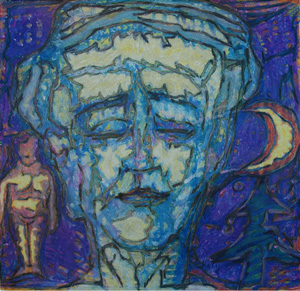
Hans Tyderle. Självporträtt.

Hans Tyderle, född 15 december 1926 i Svitavy, Tjeckien, är en tysk konstnär, tecknare och målare. Sedan årtionden ägnar han sig åt enkaustik, en gammal måleriteknik med vax. Hans tavlor hör till både expressionism och abstrakt konst. Temat i hans tavlor är porträtt, stilleben, religiösa ämnen, akt och erotik, sällsynt är dock landskap. Han signerar sina tavlor med förkortningen "Ha Ty".